# Sensi caldi
Sensi caldi è un film erotico del 1980 diretto da Arduino Sacco.

## Trama
Sonia è una pubblicitaria in carriera che trascura il marito Alberto per il lavoro, per cui questi decide di divorziare da lei. Allora Sonia convince Sandra, ex di Alberto, a riallacciare i rapporti con lui e a filmarli di nascosto mentre fanno l'amore.